# Diastatea expansa
Diastatea expansa är en klockväxtart som beskrevs av Mcvaugh. Diastatea expansa ingår i släktet Diastatea och familjen klockväxter. Inga underarter finns listade i Catalogue of Life.